# Степановка (Белогорский район)
Степановка (укр. Степанівка) — село в Белогорском районе Хмельницкой области Украины.
Население по переписи 2001 года составляло 430 человек. Почтовый индекс — 30220. Телефонный код — 3841. Занимает площадь 0,136 км². Код КОАТУУ — 6820389005.

## Местный совет
30220, Хмельницкая обл., Белогорский р-н, с. Хорошев, ул. Центральная, 50